# Heterorta
Heterorta là một chi bướm đêm thuộc họ Noctuidae.

## Các loài
- Heterorta plutonis Lucas, 1894